# ルービン・カーター
ルービン・カーター（Rubin Carter 1937年5月6日 - 2014年4月20日）は、アメリカ合衆国のボクサー。

## 概要

現役当時のカーター

ルービン・カーターは1937年5月6日、ニュージャージー州のパターソンに生まれた。11歳のとき、白人男性の時計を盗んだとして、州の少年院に送られる。数年後、カーターは少年院を脱走し軍隊に入隊。このころボクシングを始めやがて才能を発揮、二度に渡りヨーロッパのライトウェルター級チャンピオンとなる。リングネームを『ハリケーン』とし、ルービン・ハリケーン・カーターを名乗るようになった。
カーターはプロボクサーになる決意を固めるものの、除隊後、故郷であるパターソンに戻ったところで警察に見つかり、少年院の残りの刑期（約10ヵ月間）に服した。後に念願のプロボクサーとなり、1961年9月、デビューした。逮捕されるまでに40試合、27勝12敗1分（KO勝ち19回、うち1ラウンドでのKO勝ちが8回）の成績を残した。
デビュー戦で判定勝ちした後、続く14戦中11戦でKO勝ちした。1963年には、マディソン・スクエア・ガーデンで開催される試合の常連となり、同年12月20日、ピッツバーグのシビック・アリーナで、ウェルター級チャンピオンのエミール・グリフィスを1R2分13秒にTKO勝ちで破った。
1964年12月14日には、フィラデルフィアのコンベンションホールで、ジョーイ・ジャーデロとWBC世界ミドル級、WBA世界ミドル級タイトルマッチを行ったが、判定で敗れている。

## 殺人事件
1966年6月17日、ルービン・カーターは、ニュージャージー州で3人の白人を銃で撃ち殺したとして逮捕された。凶器は発見されておらず、証言者の信用にも疑問がもたれていたが、陪審員は全員が白人であり、状況はカーターに不利であった。カーターは有罪とされ、終身刑に服する事となった。

## アメリカ合衆国の反応
1974年、カーターは自伝 "The Sixteenth Round" を出版し、冤罪を訴えた。これは大きな反響を呼び、当時の公民権運動と結び付き、著名人を巻き込んだ市民デモにまで発展した。例えば、シンガーソングライターのボブ・ディランもこの事件に興味を持ち、独自に取材し、「ハリケーン」という曲を製作している。こうした流れの中、事件の証人たちが、司法取引による偽証を告白したため再審となったが、証人は再び証言を翻し、判決は前回同様の終身刑となった。
しかしその後、カーターの支援者たちにより、検察により隠蔽されていたカーターに有利な証拠が新たに発見された。カーターたちは、違法な拘禁を防ぐための人身保護令状の発行を裁判所に求め、1988年、最終的にカーターは自由の身となった。

## その後
1993年、世界ボクシング評議会（WBC）が、世界ミドル級名誉チャンピオンの称号とチャンピオンベルトを授与。その後、カーターはカナダのトロントに自宅を構え、冤罪救済活動団体の責任者となった。
2014年4月20日、カーターはトロントで死去した。

## 映画「ザ・ハリケーン」とルービン・カーター事件
1999年にデンゼル・ワシントン主演で彼の半生を映画化した『ザ・ハリケーン』が公開され話題を呼んだ。映画ではタイトル戦の判定でカーターが黒人差別を受け、判定負けとなるが、この点について当時の対戦者から訴訟が起こされた。事件の被害者遺族は、カーターにとって不利な証拠を意図的に描かなかったとして提訴した。作中に登場する差別主義者の警官は架空の存在である。テリー、リサ、サムは事件の9人の関係者が集約された存在である。
日本映画『拳(けん)と祈り　袴田巌の生涯』(笠井千晶監督、2024年)に、カナダでカーターに取材した映像が含まれている。